# Дистрикт
Дистрикт (позднелат. districtus — район) — административно-территориальная единица в разных государствах и странах в разные эпохи времени. 
В русских переводах дистрикты часто обозначаются как районы или округа.

## Великобритания и США
Дистрикт в США и Великобритании — название низшей административной единицы (судебный или избирательный округ). Исключительный случай представляет федеральный округ Колумбия в США (англ. District of Columbia) — особая административно-территориальная единица, охватывающая столицу страны — город Вашингтон с ближайшими окрестностями.

## Франция
Дистрикт во Франции — административно-территориальная единица департамента между 1790 и 1800 годами. См. (фр.)

## Российская империя
Дистрикт (округ) — административно-территориальная единица в России в составе провинции. Была введена в 1719 году в ходе Областной реформы Петра I. Прообразом российского дистрикта был шведский герат — округ, объединявший до 1000 дворов сельского населения. Каждая провинция в России делилась на 5 дистриктов (при Петре I), состоявших из 1500—2000 дворов. Дистрикт был округом, в котором собиралась подушная подать на определенную воинскую часть. Число дистриктов в империи соответствовало числу полков в армии. Они не были привязаны к определенным городам и могли не совпадать в границах с прежними уездами. В отличие от губернского и провинциального, управление дистрикта носило название земского. Во главе каждого дистрикта был земский комиссар, при котором состояли подьячий и три рассыльщика. В 1727 году дистрикты были упразднены, вместо них были восстановлены уезды.

## В других государствах и странах
Дистрикт (или единица, переводимая так) — название административно-территориальных единиц следующих государств и стран:
- Австрия
- Бангладеш
- Шри-Ланка

Вымышленные миры:
- в трилогии «Голодные игры» страна разделена на 12-13 дистриктов, не считая столицы